# Upplands runinskrifter 335
Upplands runinskrifter 335 är en vikingatida runsten av granit i Orkesta kyrka, Orkesta socken och Vallentuna kommun. Runstenen är 0,6 meter hög och 1,4 meter lång och är inmurad i kyrkoväggen. Runhöjden är 8-9 centimeter. Stenen har troligen suttit inmurad i väggen sedan 1400-talet. Den var länge täckt av rappning och återupptäcktes 1917. Stenen är nu helt synlig.

## Inskriften
Translitterering av runraden:
ulmi × lit × risa × stin × þina × uk × bru þisi × i(f)tiʀ × iru × faþur sin × uskarl × sifruþaʀ
Normalisering till runsvenska:
Holmi let ræisa stæin þenna ok bro þessi æftiʀ Hæru(?), faður sinn, huskarl Sigrøðaʀ.
Översättning till nusvenska:
Holme lät resa denna sten och (göra) denna bro efter Hära, sin fader, Sigröds huskarl.